# Gonomyia (Gonomyia) dominicana
Gonomyia (Gonomyia) dominicana is een tweevleugelige uit de familie steltmuggen (Limoniidae). De soort komt voor in het Neotropisch gebied.